# Eddie Eagan
Edward Patrick Francis Eagan (26. dubna 1897 Denver — 14. července 1967 New York) byl americký sportovec a právník. Jako jediný v historii dokázal získat zlatou medaili ve dvou různých sportech na letních i zimních olympijských hrách (jediným dalším sportovcem, který vyhrál letní i zimní hry, byl Gillis Grafström, ale jen proto, že krasobruslení bylo do roku 1920 na programu letní olympiády).
Eagan pocházel z chudé rodiny železničáře, bojoval v první světové válce a pak studoval práva na Yaleově univerzitě. Věnoval se boxu, v roce 1919 se stal amatérským mistrem USA a v roce 1920 vyhrál soutěž v polotěžké váze na Letních olympijských hrách 1920. Po absolutoriu na Yale studoval Harvardovu univerzitu a Oxfordskou univerzitu, stal se jako první Američan v historii britským boxerským šampiónem a zúčastnil se olympiády 1924, kde v těžké váze vypadl v prvním kole s Britem Arthurem Cliftonem. Později pracoval v USA jako advokát, v roce 1932 se přihlásil na olympiádu v Lake Placid jako člen posádky čtyřbobu, která vybojovala první místo. Zúčastnil se druhé světové války, kde si vysloužil hodnost plukovníka a byl vyznamenán za statečnost. Byl předsedou New York State Athletic Commission a členem klubu Adventurers' Club of New York, v roce 1983 byl zařazen do Síně slávy amerických olympioniků.